# Tập đoàn khách sạn Hilton
Tập đoàn Khách sạn Hilton là một tập đoàn khách sạn Mỹ được sáng lập bởi Conrad Hilton vào đầu thế kỷ 20.
Vào năm 1919, Conrad Hilton mua khách sạn đầu tiên ở Cisco, Texas. Khách sạn mang tên Hilton đầu tiên được xây dựng ở Dallas năm 1925. Từ năm 1943, Hilton trở thành một hệ thống khách sạn ở Mỹ. Năm 1949, tập đoàn mở khách sạn đầu tiên bên ngoài biên giới Mỹ ở San Juan, Puerto Rico. Cũng trong năm đó, Hilton mua lại khách sạn Waldorf Astoria ở thành phố New York. Năm 1946, tập đoàn niêm yết cổ phiếu ở New York.
Trong những khách sạn sang trọng của tập đoàn, có thể kể đến Beverly Hilton, Cavalieri Hilton ở Roma, Hilton Athens, Hilton San Francisco, Hilton New York, Hilton Hawaiian Village, Hilton Waikoloa Village, Paris Hilton...
Đến năm 2004, tập đoàn Hilton sở hữu:
- Hilton
- Conrad Hotels
- Doubletree, Doubletree Guest Suites et Doubletree Club Hotel
- Embassy Suites Hotels
- Hampton Inn, Hampton Inn & Suites
- Hilton Garden Inn
- Hilton Grand Vacations Company
- Homewood Suites by Hilton

Ngày nay, Hilton là tập đoàn khách sạn lớn nhất thế giới  với 2.800 khách sạn, hơn 475.000 phòng trên hơn 80 quốc gia.